# 3. Liga (Slovacchia)
La 3. Liga (Slovacchia) è la terza divisione del campionato slovacco di calcio.

## Organico 2025-2026

### Západ (Ovest)
| Squadra               | Piazz. 24-25 |
| --------------------- | ------------ |
| Rača                  | 4°           |
| Žolík Malacky         | 5°           |
| Slovan Duslo Šaľa     | 7°           |
| Spartak Myjava        | 8°           |
| Nové Zámky            | 9°           |
| Beluša                | 10°          |
| Slovan Galanta        | 11°          |
| Družstevník V.L.      | 12°          |
| Častkovce             | 16°          |
| MŠK Senec             | promosso     |
| Banik Prievidza       | promosso     |
| Gabčíkovo             | promosso     |
| AS Trenčín B          | -            |
| DAC Dunajská Streda B | -            |
| Komárno B             | -            |
| Petržalka B           | -            |

### Stred (Centro)
| Squadra               | Piazz. 24-25 |
| --------------------- | ------------ |
| Podkonice             | 6°           |
| Rimavská Sobota       | 8°           |
| Námestovo             | 10°          |
| Dolný Kubín           | 11°          |
| Baník Kalinovo        | 12°          |
| Fiľakovo              | 13°          |
| Fomat Martin          | 14°          |
| Novohrad Lučenec      | 14°          |
| Jednota Bánová        | 15°          |
| Bytča                 | promosso     |
| Tatran Oravské Veselé | promosso     |
| Kysucké Nové Mesto    | promosso     |
| Dukla B.B. B          | -            |
| Ružomberok B          | -            |

### Východ (Est)
| Squadra           | Piazz. 24-25 |
| ----------------- | ------------ |
| Humenné           | retrocesso   |
| Snina             | 2°           |
| Vranov nad Topľou | 3°           |
| Spišská Nová Ves  | 4°           |
| Tesla Stropkov    | 5°           |
| Poprad            | 6°           |
| Odeva Lipany      | 7°           |
| Lokomotíva Košice | 9°           |
| Spišské Podhradie | 15°          |
| Spartak Medzev    | promosso     |
| Slovan Sabinov    | promosso     |
| Kežmarok          | promosso     |
| Raslavice         | promosso     |
| FC Košice B       | -            |

## Albo d'oro
| Stagione  | Girone Est                    | Girone Ovest      | Vincitore Play-off |
| --------- | ----------------------------- | ----------------- | ------------------ |
| 2008-2009 | Dolný Kubín Liptovský Mikuláš | Púchov            |                    |
| 2009-2010 | Bodva M.n.B.                  | Senec             |                    |
| 2010-2011 | Podbrezová B                  | Spartak Myjava    |                    |
| 2011-2012 | Partizán Bardejov             | Slovan Duslo Šaľa | Šamorín            |
| 2012-2013 | Pohronie                      | Spartak Trnava B  |                    |
| 2013-2014 | Baník Ružiná                  | Sereď             |                    |

| Stagione  | Girone Est       | Girone Bratislava        | Girone Centro      | Girone Ovest                     |
| --------- | ---------------- | ------------------------ | ------------------ | -------------------------------- |
| 2014-2015 | Spišská Nová Ves | Dunajská Lužná           | Teplička nad Váhom | Iskra Borčice                    |
| 2015-2016 | Odeva Lipany     | Svätý Jur                | Fomat Martin       | Šamorín                          |
| 2016-2017 | Slavoj Trebišov  | Inter Bratislava         | Podbrezová B       | Komárno                          |
| 2017-2018 | Odeva Lipany     | Petržalka                | Dukla B.B.         | Dubnica                          |
| 2018-2019 | FC Košice        | Slovan Bratislava B      | Ružomberok B       | Púchov                           |
| 2019-2020 | -                | -                        | -                  | -                                |
| 2020-2021 | Humenné          | Rohožník                 | Námestovo          | -                                |
| 2021-2022 | Tatran Prešov    | Slovan Ivanka pri Dunaji | Dolný Kubín        | Považská Bystrica Spartak Myjava |

| Stagione | Girone Est       | Girone Ovest | Altre promozioni                            |
| -------- | ---------------- | ------------ | ------------------------------------------- |
| 2022-23  | Spišská Nová Ves | Malženice    | -                                           |
| 2023-24  | Tesla Stropkov   | Zvolen       | Redfox Stará Ľubovňa                        |
| 2024-25  | Slávia TU Košice | Sereď        | Baník Lehota pod Vtáčnikom Inter Bratislava |